# Río Claro (Río de Janeiro)
Rio Claro es un municipio brasileño del estado del Río de Janeiro. Se localiza a 22º43'23" de latitud sur y 44º08'08" de longitud oeste, en la región Sur Fluminense, a una altitud de 446 metros. La población medida en el conteo de 2010 fue de 17.401 habitantes.
Ocupa un área de 841,39 km².
En la ciudad también se encuentran las ruinas del antiguo municipio fluminense de São João Marcos, que en la década de 1940 fue evacuado para dar lugar a la represa de Arroyo de las Lages.

## Demografía
Datos del Censo - 2010
Población total: 17.401
- Urbana: 13.754
- Rural: 3.647
  - Hombres: 8.747
  - Mujeres: 8.654

Densidad demográfica (hab./km²): 20,7

## Hidrografía
- Río Piraí
- Río Barra Mansa

## Carreteras
- RJ-139
- RJ-149
- RJ-155